# Alfonso Manuel

Escudo de armas del infante Manuel de Castilla, hijo de Fernando III el Santo, rey de Castilla y León, y padre de Alfonso Manuel.

Alfonso Manuel (1260/1261 - Montpellier, 1275) fue un noble castellano, hijo del infante Manuel de Castilla, hijo a su vez de Fernando III el Santo, rey de Castilla y León, y de la infanta Constanza de Aragón, hija de Jaime I el Conquistador, rey de Aragón. 
Hijo primogénito del infante Manuel, y nieto de Fernando III el Santo, estaba destinado por su nacimiento a heredar las posesiones de su padre. No obstante, su fallecimiento en 1275 motivó que las posesiones paternas pasaran a ser heredadas por su hermanastro Don Juan Manuel, nacido del segundo matrimonio del infante Manuel.

## Orígenes familiares
Por parte paterna era nieto de Fernando el Santo, y de su primera esposa, la reina Beatriz de Suabia. Por línea materna eran sus abuelos Jaime I de Aragón, y su esposa, la reina Violante de Hungría. Fue hermano de Violante Manuel, que contrajo matrimonio con el infante Alfonso de Portugal, así como hermanastro de Don Juan Manuel.

## Biografía
Nació entre los años 1260-1261. Hijo primogénito del infante Manuel de Castilla, estaba destinado por su nacimiento a heredar las posesiones de su padre. El 12 de marzo de 1266 se firmaron en Sevilla las capitulaciones matrimoniales del infante Manuel, viudo de su primera esposa, con Constanza de Bearne, al tiempo que se firmaban las del hijo del infante Manuel, Alfonso Manuel, con Guillerma de Montcada, hermana de Constanza de Bearne, e hijas ambas de Gastón VII de Bearne, vizconde de Bearne. Sin embargo, ninguno de los dos matrimonios llegaron a celebrarse.
 

Falleció en 1275 en la localidad francesa de Montpellier, cuando regresaba a Castilla junto a su tío Alfonso el Sabio, después de haber viajado a Europa para realizar el Fecho del Imperio, sin haber dejado descendencia.

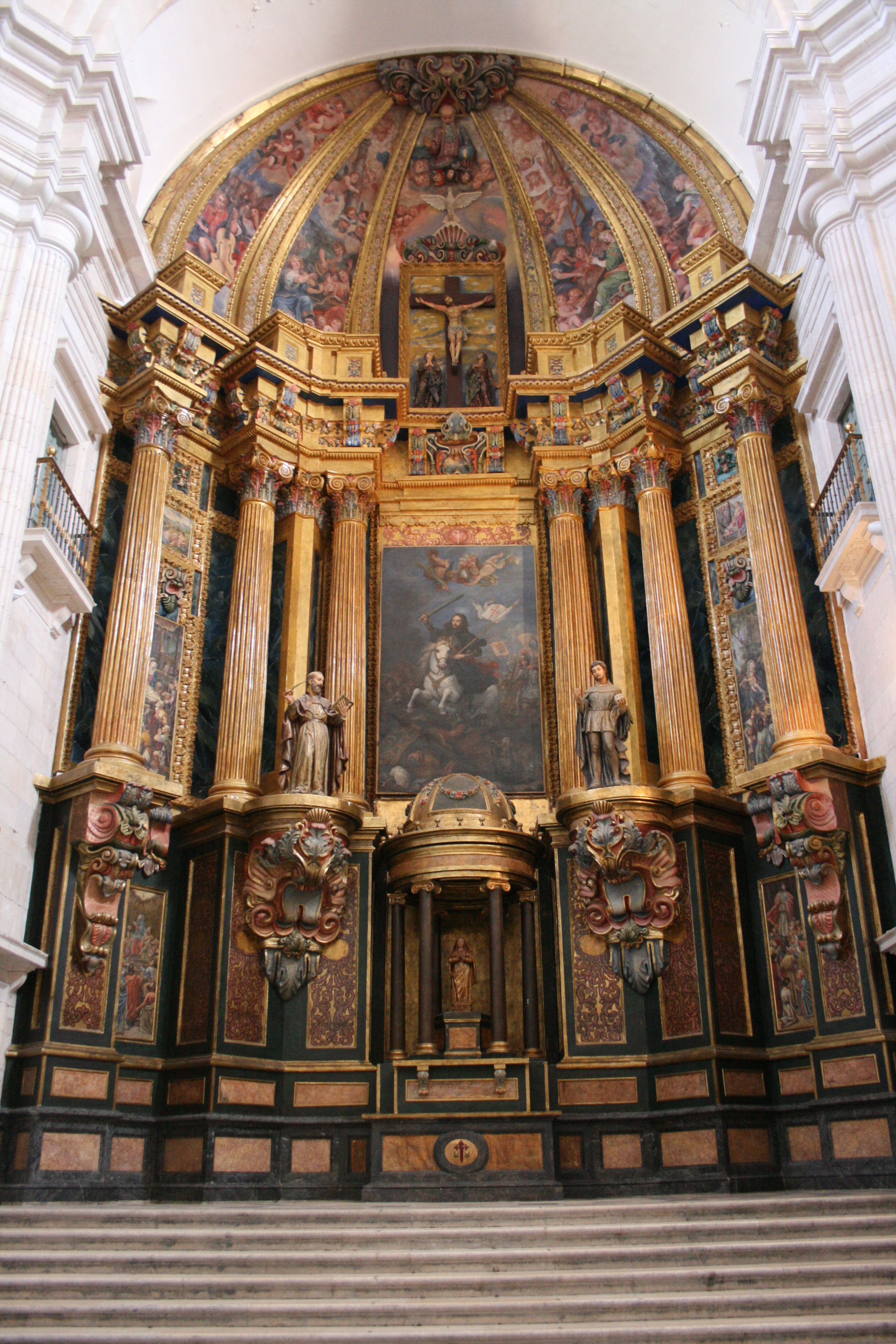
Altar mayor de la iglesia del monasterio de Uclés.

## Sepultura
Después de su defunción, los restos de Alfonso Manuel fueron repatriados a Castilla. Su cadáver recibió sepultura, junto a sus progenitores, en el Monasterio de Uclés, situado en la provincia de Cuenca, y Casa Madre de la Orden de Santiago.
En 1261 el infante Manuel de Castilla y su primera esposa, la infanta Constanza de Aragón, ingresaron como familiares en la Orden de Santiago y decidieron sepultarse en su Casa Madre, el Monasterio de Uclés. El propósito del infante Manuel era fundar una capilla y dotarla con cuatro capellanes en el Monasterio de Uclés, y recibir allí sepultura junto a su esposa y su hijo Alfonso Manuel. 
Sin embargo, está documentado que la capilla no llegó a construirse nunca y, a la muerte de los dos infantes, sus cadáveres recibieron sepultura, junto con el de su hijo Alfonso Manuel, que había fallecido en 1276, en el Altar mayor de la iglesia del Monasterio de Uclés, en el lado del Evangelio, en una sepultura rasa colocada en el hueco de la pared del presbiterio.